# Criminal (Britney Spears)
Criminal is de vierde single van het zevende album, Femme Fatale, van de Amerikaanse popster Britney Spears.

## Achtergrond
Criminal werd geschreven door Max Martin, Karl Shuster en Tiffany Amber, en geproduceerd door Martin en Shellback. Spears nam Criminal op in het Zweedse Stockholm. Chau Phan verzorgde de achtergrondzang. Het lied werd later gemixt door Serban Ghena in de MixStar Studios in Virginia Beach. Het lied staat geregistreerd bij Broadcast Music Incorporated onder de titel In Love With a Criminal. Op 2 maart plaatste Spears een fragment van 17 seconden op haar Twitterpagina. Op 5 augustus plaatste Spears op haar Facebookpagina een oproep aan haar fans met de vraag welk muzieknummer zij graag als de volgende single zouden willen zien. Er kon worden gekozen uit Criminal, Inside Out of (Drop Dead) Beautiful. Na de MTV Video Music Awards 2011 maakte Spears bekend dat Criminal als vierde single van het album gekozen was.

## Videoclip
Halverwege september kwamen de eerste foto's van de opnamen naar buiten, waarop te zien was hoe Spears met een pistool een winkel uit kwam. Ook haar vriend Jason Trawick heeft een rol in de video. Op 18 oktober kwam de video uit. De video duurt iets langer dan 5 minuten en speelt zich af in Londen. In de eerste scène is te zien hoe Spears door haar vriendje wordt geslagen. Vervolgens komt Spears' echte vriend (die een rol speelt in de video) erbij en slaat de man neer. Vervolgens geeft Spears hem nog een natrap in zijn kruis. Ten slotte verlaten ze de plek met de scooter, en het nummer begint. In de video wordt Britney verliefd op de man, die eigenlijk een crimineel is. Spears komt zo in de video op het slechte pad terecht.

## Hitnoteringen

### VlaamseUltratop 50
| Hitnotering: 03-12-2011 t/m 17-12-2011 | Hitnotering: 03-12-2011 t/m 17-12-2011 | Hitnotering: 03-12-2011 t/m 17-12-2011 | Hitnotering: 03-12-2011 t/m 17-12-2011 | Hitnotering: 03-12-2011 t/m 17-12-2011 |
| Week:                                  | 1                                      | 2                                      | 3                                      |                                        |
| -------------------------------------- | -------------------------------------- | -------------------------------------- | -------------------------------------- | -------------------------------------- |
| Positie:                               | 50                                     | 38                                     | 44                                     | uit                                    |

### VlaamseRadio 2 Top 30
| Hitnotering: 03-12-2011 t/m 07-01-2012 | Hitnotering: 03-12-2011 t/m 07-01-2012 | Hitnotering: 03-12-2011 t/m 07-01-2012 | Hitnotering: 03-12-2011 t/m 07-01-2012 | Hitnotering: 03-12-2011 t/m 07-01-2012 | Hitnotering: 03-12-2011 t/m 07-01-2012 | Hitnotering: 03-12-2011 t/m 07-01-2012 | Hitnotering: 03-12-2011 t/m 07-01-2012 |
| Week:                                  | 1                                      | 2                                      | 3                                      | 4                                      | 5                                      | 6                                      |                                        |
| -------------------------------------- | -------------------------------------- | -------------------------------------- | -------------------------------------- | -------------------------------------- | -------------------------------------- | -------------------------------------- | -------------------------------------- |
| Positie:                               | 28                                     | 25                                     | 26                                     | 28                                     | 28                                     | 30                                     | uit                                    |